# Puzzolanische Reaktion
Als puzzolanische Reaktion bezeichnet man die chemische Reaktion von Calciumhydroxid und Siliziumdioxid zu Calciumsilikathydraten. Sie ist von entscheidender Bedeutung für die Nachhärtung von Beton in einer Zeitspanne von Jahren. Die größte Festigkeit erreicht Beton dadurch erst nach mehreren Jahrzehnten.

## Chemie
Die allgemeine Reaktionsgleichung lautet:
x Ca(OH)2  + y SiO2  + z H2O →  x CaO • y SiO2 • (x + z) H2O
oder in der verkürzten Nomenklatur für Zementreaktionen:
CH + S → CSH
Die Reaktion läuft in wässriger Umgebung ab, bindet selbst aber kein Wasser. Darin unterscheidet sie sich von der hydraulischen Reaktion des Zements, die für das schnelle Aushärten des Betons verantwortlich ist.
Der pH-Wert regelt die Reaktion. Ist das Ca(OH)2 zu stark verdünnt, wird die notwendige Basizität nicht erreicht, um SiO2 anzulösen. Ist der pH-Wert größer als 12,6, wird das Löslichkeitsprodukt überschritten und Ca(OH)2 fällt aus. In Mikrorisse eindringendes kohlensaures Regenwasser senkt über den pH-Wert die Lebensdauer des Bauwerks.
Oft findet die Reaktion des Calciumhydroxids (Ca(OH)2) mit Orthokieselsäure (H4SiO4 bzw. Si(OH)4) statt:
Ca(OH)2  +  H4SiO4   →   CaH2SiO4·2 H2O
oder in der  zementchemischen Notation:
CH + SH → C-S-H  (die Bindestriche weisen auf die variierende Stöchiometrie hin)
Das Produkt ist ein Calciumsilikathydrat (CaH2SiO4·2 H2O).
Das Verhältnis von Calcium zu Silicium und die Anzahl der Wassermoleküle kann abweichen.
Viele Puzzolane können (Hydroxo-)Aluminate (Al(OH)4−) enthalten, welche mit Calciumhydroxid und Wasser zu Calciumaluminathydraten wie C4AH13, C3AH6 oder Hydrogranaten reagieren.
In Verbindung mit Silica entsteht C2ASH8 oder Strätlingit.
In Anwesenheit von anionischen Gruppen wie Sulfate, Carbonate und Chloride können sich Ettringit-Phasen bilden.

## Puzzolane
Puzzolane sind Zuschlagsstoffe des Betons, die eine puzzolanische Reaktion auslösen. Formal sollen sie das Ca(OH)2 abbauen, das während der Aushärtung von Zement entsteht. Außerdem dienen nachträglich eingepresste Puzzolane mit der sogenannten Betonkristallisation der Abdichtung von Beton. Die Korngröße und die Oberflächenstruktur der Puzzolane bestimmen die Reaktionsgeschwindigkeit. Unter Normalbedingungen setzt sie erst nach mehreren Tagen ein und ist nach Wochen oder Jahren abgeschlossen.
Der Alkalianteil (Na2O, K2O) erhöht den pH-Wert. Ausgangspunkt ist die Alkalität von reinem Zement, die durch das Calciumhydroxid bestimmt ist. Es fällt bei pH-Werten über 12,6 aus. Siliziumdioxid in Form von Quarz wird ab einem noch höheren pH-Wert von 13 gelöst. Dann werden SiO2-Anteile schneller gelöst und die Reaktion beschleunigt. Dabei kann es zum Aufbrechen des Betons kommen, auch aufgrund der  sogenannten Alkali-Kieselsäure-Reaktion.
Die puzzolanische Reaktion ist im Gegensatz zur Alkali-Kieselsäure-Reaktion volumenneutral. Bei letzterer bildet sich ein quellfähiges Alkali-Kieselsäuregel oder auch ein quellfähiges CSH-Gel, das durch Volumenvergrößerung den Beton von innen aufbricht. Zu beachten ist, dass die Reaktionen immer in einem vom pH-Wert abhängigen Gleichgewicht stehen und wegen verschiedener Löslichkeit nur in geringem Maß reversibel sind.